# Baard in de keel

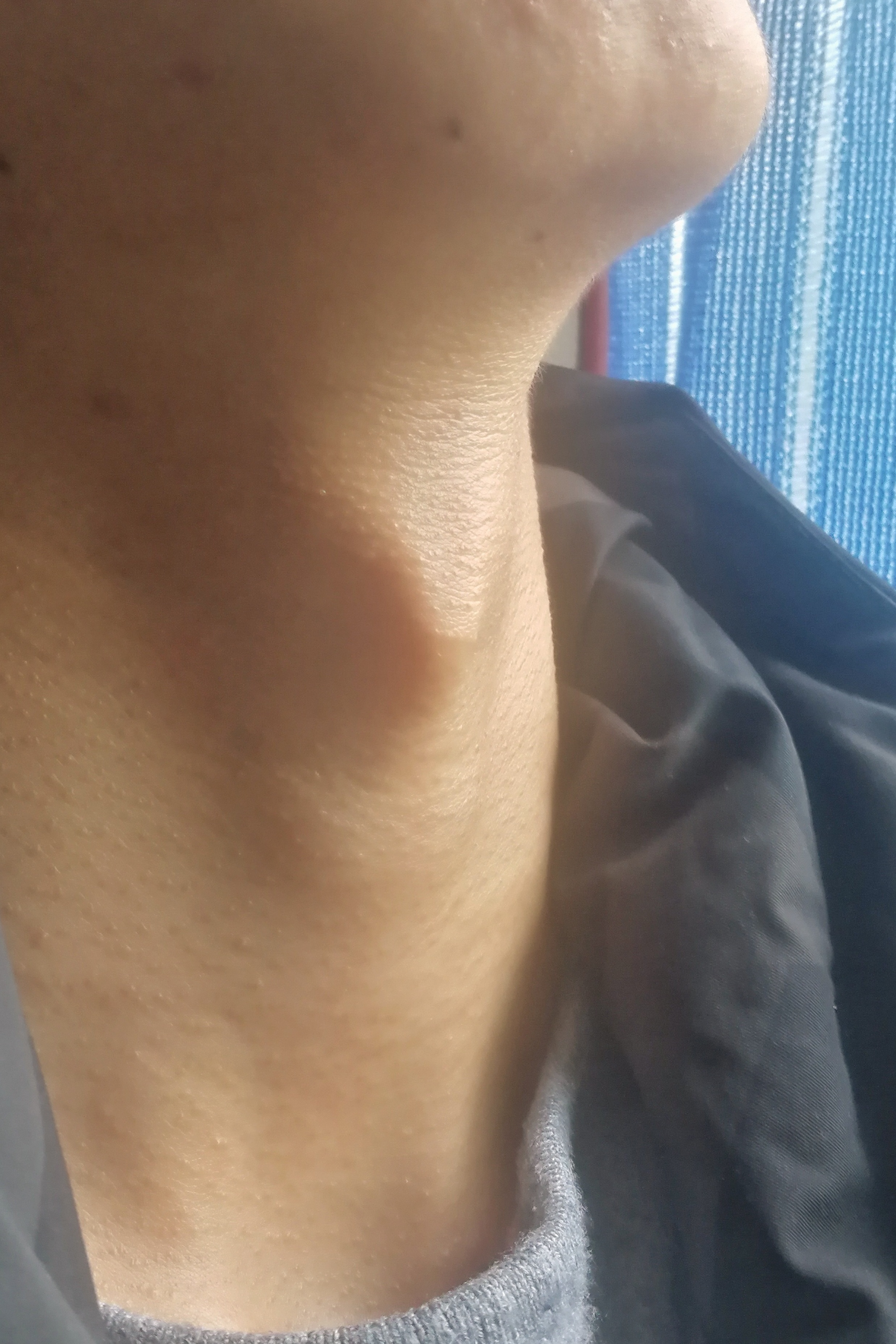
de adamsappel, de veroorzaker van de baard in de keel

Jongens in de puberteit krijgen de baard in de keel. Met deze term wordt bedoeld dat hun stem zwaarder wordt.
De baard in de keel krijgen jongens meestal rond hun 12e tot 14e levensjaar, maar deze leeftijd kan variëren tussen 11 en 16. Het proces voltrekt zich in een hoog tempo, dat vaak slechts enkele weken beslaat, maar het kan ook maanden duren.

## Oorzaak
Tijdens de puberteit van een jongen groeit het strottenhoofd onder invloed van testosteron. Het strottenhoofd is belangrijk bij ademen, het slikken en het spreken. In het midden van het strottenhoofd liggen de stembanden. Zodra het strottenhoofd gegroeid is, worden de stembanden opgerekt. De stembanden worden langer, hierdoor trillen ze langzamer (lagere frequentie) en wordt de stem lager.

## Hoorbare kenmerken
Rondom de stembanden bevinden zich spieren en door het snelle tempo van de groei van het strottenhoofd moeten deze spieren zich sneller aanpassen. Dit gaat niet altijd even snel. Daarom heeft de jongen niet meteen een zware stem. In het begin 'breken' de spieren vaak en kan er een hoog pieperig geluid ontstaan. De verandering die de baard in de keel veroorzaakt (groei van het strottenhoofd) is dan al voorbij, maar doordat de spieren zich niet snel genoeg kunnen aanpassen, wordt dit vaak nog niet meteen gemerkt.
De periode met veel 'brekende' spieren is een vervelende periode. Deze kan snel voorbij zijn, maar het kan ook erg lang duren voordat de controle over de stem weer terug is.

## Zichtbare kenmerken
Als iemand de baard in de keel krijgt, of heeft, is dat ook zichtbaar. De adamsappel groeit mee en wordt zichtbaar tijdens het slikken.